# Phare de Bönan
Le phare de Bönan (en suédois : Bönans fyr) est un phare désactivé situé sur l'île de Bönan, appartenant à la commune de Gävle, dans le Comté de Gävleborg (Suède) 14 décembre 1978.
L'ancien phare de Bönan est inscrit au répertoire des sites et monuments historiques par la Direction nationale du patrimoine de Suède .

## Histoire
Bönan est une île dans la golfe de Botnie situé devant l'entrée du port de Gävle dans la province de Gästrikland.
L'ancien phare, construit en 1840, mesure 16,5 mètres et compte 73 marches qui mène à la lanterne carrée. Il est attenant au cottage, avec chambre et cuisine, où vivait le gardien. La lumière d'origine du phare était alimenté par une lampe au Kérosène. En 1920, il fut équipé d'un système AGA. Le phare a été repris par l' Administration maritime suédoise en 1972 qui, en 1973 et 1994 a restauré les vieux bâtiments
Identifiant : ARLHS : SWE-004 .

## Nouveau phare
Il fut remplacé, en 1957, par une tourelle  à claire-voie de dix mètres de haut. Il est aussi équipé d'une installation radar.
Le phare actuel  est une tourelle blanche de 8 mètres de haut, avec une terrasse et une lanterne. Son feu isophase émet, à une hauteur focale de 10 mètres, un éclat blanc, rouge et vert selon différents secteurs toutes les 6 secondes. Sa portée nominale est de 9.6  milles nautiques (environ 17.5 km).
Identifiant : ARLHS : SWE-100 ; SV-1985 - Amirauté : C6184 - NGA : 10356 .

## Caractéristique dufeu maritime
Fréquence : 6 secondes (W-R-G)
- Lumière : 3 secondes
- Obscurité : 3 secondes

### Lien connexe
- Liste des phares de Suède